# Lutobory
Lutobory [pronunciación en polaco: /lutɔˈbɔrɨ/] es un pueblo ubicado en el distrito administrativo de Gmina Sadkowice, dentro del condado de Rawa, Voivodato de Łódź, en el centro de Polonia. Se encuentra a unos 2 kilómetros al suroeste de Sadkowice, a 18 kilómetros al este de Rawa Mazowiecka, y a 72 kilómetros al este de la capital regional Łódź.